# Myotis indochinensis
Myotis indochinensis (Truong Son, Görföl, Francis, Motokawa, Estök, Endo, Dinh Thong, Xuan Dang, Oshida & Csorba, 2013) è un pipistrello della famiglia dei Vespertilionidi diffuso in Indocina.

## Descrizione

### Dimensioni
Pipistrello di piccole dimensioni, con la lunghezza dell'avambraccio tra 43,3 e 45,6 mm, la lunghezza del piede tra 8,8 e 10,6 mm e la lunghezza delle orecchie tra 13,8 e 16,1 mm.

### Aspetto
La pelliccia è relativamente lunga. Il colore generale del corpo è marrone scuro, con la punta dei peli delle parti ventrali bruno-giallastra chiara. Le orecchie sono moderatamente lunghe, strette, con un leggero incavo a metà del bordo posteriore e l'estremità arrotondata. Il trago è lungo circa la metà del padiglione auricolare, affusolato e con un lobo ben sviluppato alla base. Le ali sono attaccate posteriormente alla base dell'alluce. I piedi sono piccoli. La coda è lunga ed inclusa completamente nell'ampio uropatagio. Il calcar è lungo.

## Biologia

### Alimentazione
Si nutre di insetti.

## Distribuzione e habitat
Questa specie è diffusa nel Vietnam settentrionale e centrale, nel Laos centrale e nelle province cinesi del Guangdong e dello Jiangxi. Probabilmente è presente anche nella provincia del Guangxi.
Vive nelle foreste pluviali subtropicali indisturbate e nelle foreste secondarie fino a 1.600 metri di altitudine.

## Conservazione
Questa specie, essendo stata scoperta solo recentemente, non è stata sottoposta ancora a nessun criterio di conservazione.